# Die Scheidung
Die Scheidung ist ein Naturschutzgebiet in der Gemeinde Drochtersen, den Gemeinden Oederquart und Wischhafen in der Samtgemeinde Nordkehdingen und den Gemeinden Großenwörden und Hammah in der Samtgemeinde Oldendorf-Himmelpforten im Landkreis Stade sowie in der Gemeinde Osten in der Samtgemeinde Hemmoor im Landkreis Cuxhaven in Niedersachsen. Das Gebiet steht seit dem 18. Dezember 2020 unter Naturschutz. Zuständige untere Naturschutzbehörden sind die Landkreise Stade und Cuxhaven.

## Geografische Lage
Das Naturschutzgebiet mit dem Kennzeichen NSG LÜ 364 ist circa 27 Hektar groß. Davon entfallen circa 24 Hektar auf den Landkreis Stade und circa 3 Hektar auf den Landkreis Cuxhaven. Das Gebiet grenzt im Nordwesten an das Naturschutzgebiet „Oederquarter Moor“ und im Süden an das Naturschutzgebiet „Kehdinger Moore II“ und an den westlichen Teil des Naturschutzgebietes „Kehdinger Moore“. 

## Schutzgrund und Bedeutung
Das Naturschutzgebiet stellt auf circa 14 Kilometern Länge zusammenhängende Moordämme als Bestandteil der historischen Kulturlandschaft „Kehdinger Moorgürtel“ unter Schutz. Die Moordämme gehen teilweise auf historische Landwehren zurück, die zum Schutz vor einströmendem Wasser im Fall von Deichbrüchen angelegt waren. Die Dämme bilden in diesem Bereich die Wasserscheide zwischen der Oste im Westen und der Elbe im Osten.
Besondere Bedeutung hat das Naturschutzgebiet auch durch die Vernetzung der beiden Naturschutzgebiete „Oederquarter Moor“ und „Kehdinger Moore“. Daneben ist es Rückzugsraum für verschiedene Tier- und Pflanzenarten in der überwiegend landwirtschaftlich genutzten Landschaft. „Die Scheidung“ verläuft auch durch Altendorfer Moor und Königsmoor, in denen jeweils zum Zeitpunkt der Ausweisung des Naturschutzgebietes noch Torfabbau stattfand, sowie kleine Restflächen der ehemals ausgedehnten Kehdinger Moore.
Die Moordämme sind überwiegend mit Gehölz- und Krautvegetation bewachsen. Neben Birkenmoorwald und Gebüschen sind Hochstaudenfluren, Pfeifengraswiesen und Fragmente von Moorheiden ausgebildet.
Das Naturschutzgebiet ist Bestandteil des Projektes „Hüteschafbeweidung Kehdinger Moore“, das der Erhaltung und Entwicklung der Kehdinger Moore dient.
Nördlich des Königsmoores verläuft ein Abschnitt des Europäischen Fernwanderwegs E9 auf der Scheidung. Im Norden quert die Bundesstraße 495 das Naturschutzgebiet.